# 2016: кінець ночі
«2016: кінець ночі» (оригінальна назва нім. 2016: Das Ende der Nacht, відомий із назвою англ. Hell (укр. Пекло)) — німецько-швейцарський постапокаліптичний трилер, який зняв режисер Тім Фельбаум 2011 року.

## Сюжет
Рік 2016. Сонце потроху згасає, залишивши прекрасну блакитну планету безжиттєвою холодною пустелею. Але поки що світило сильно збільшилося в розмірах, перетворивши Землю в розпечену пустелю. Проте життя на Землі зникає поступово, і серед тих, що вижили — невелика група молодих людей, які піднялися в пошуках води та їжі високо у гори. Там вони зустрічають нову небезпеку. Проте думка про збережену у горах живильну вологу спала на думку не тільки їм.

## У ролях
- Ханна Херцшпрунг (нім. Hannah Herzsprung) — Марі (нім. Marie)
- Ларс Айдінгер (нім. Lars Eidinger:) — Філіп (нім. Phillip)
- Стіпе Ерчег (нім. Stipe Erceg) — Том (нім. Tom)
- Ліза Вікарі (нім. Lisa Vicari) — Леоні (нім. Leonie)
- Крістоф Гоглер (нім. Christoph Gaugler) — Фермер Брюкнер (нім. Bauer Brückner)
- Ангела Вінклер (нім. Angela Winkler) — дружина фермера, Елізабет (нім. Bäuerin Elisabeth)

## Нагороди
| Рік  | Нагорода             | Приз                             | Категорія (номінант)                                 | Результат |
| ---- | -------------------- | -------------------------------- | ---------------------------------------------------- | --------- |
| 2011 | Camerimage           | Special Award                    | Змагання дебютів кіноматографістів (Маркус Фюрдерер) | Номінація |
| 2012 | Bavarian Film Awards | Bavarian Film Award              | Найкращий монтаж (Андреас Менн)                      | Перемога  |
| 2012 | Fantasporto          | International Fantasy Film Award | Найкраща акторка (Ханна Херцшпрунг)                  | Перемога  |
| 2012 | Fantasporto          | International Fantasy Film Award | Найкращий фільм (Тім Фельбаум)                       | Перемога  |
| 2012 | German Camera Award  | German Camera Award              | Художній фільм (Маркус Фюрдерер)                     | Перемога  |
| 2012 | German Camera Award  | German Camera Award              | Художній фільм (Маркус Фюрдерер)                     | Номінація |